# Parafia św. Brata Alberta w Jarosławiu-Szówsku
Parafia św. Brata Alberta w Jarosławiu-Szówsku – rzymskokatolicka parafia znajduje się przy rondzie w Szówsku przy granicy Jarosławia (Garbarze), należąca do dekanatu Jarosław III, w archidiecezji przemyskiej.

## Historia
W 1990 roku zbudowano kaplicę filialną w Szówsku przy granicy z Garbarzami-Jarosław. 29 października 1992 roku została erygowana parafia z wydzielonego terytorium z: parafii Szówsko NSPJ, parafii Jarosław – Kolegiata (osiedle Garbarze), i parafii Surochów (Koniaczów), w której wówczas było 1100 wiernych. 9 października 1994 roku oddano do użytku nową plebanię. W 1996 roku zbudowano kościół filialny w Koniaczowie, który 9 maja 1997 roku został poświęcony przez abpa Józefa Michalika. 
W 2000 roku rozpoczęto budowę kościoła parafialnego, według projektu mgr inż. Edwarda Makowieckiego i mgr inż. Artura Ostafijczuka, a 17 listopada 2003 roku abp Józef Michalik dokonał wmurowania kamienia węgielnego i poświęcenia kościoła. W 2007 roku ukończono budowę i konsekrowano kościół.
Proboszczowie parafii:
1992–2017. ks. Adam Daraż.
2017– nadal ks. Jerzy Bartoszek.

## Zasięg parafii
Do parafii należy 1 360 wiernych:
- Szówsko, ulice: A. Chmielowskiego, Czartoryskich, Kard. Wyszyńskiego, Nowej, Oś. Milenijne, Kwiatowej, Ogrodowej, Sadowej, Zamojskiej – 600,
- Garbarze-Jarosław, ulice: Garbarze, Boczna Garbarze, Boczna Sanowa, Sanowej – 250
- Koniaczów – 510[4].